# Comics Buyer's Guide

Comics Buyer's Guide  (ISSN 0745-4570) (CBG), créé en 1971, fut un magazine consacré aux comics qui dura jusqu'en mars 2013, Le siège du magazine était situé à Iola dans le Wisconsin.

## Histoire

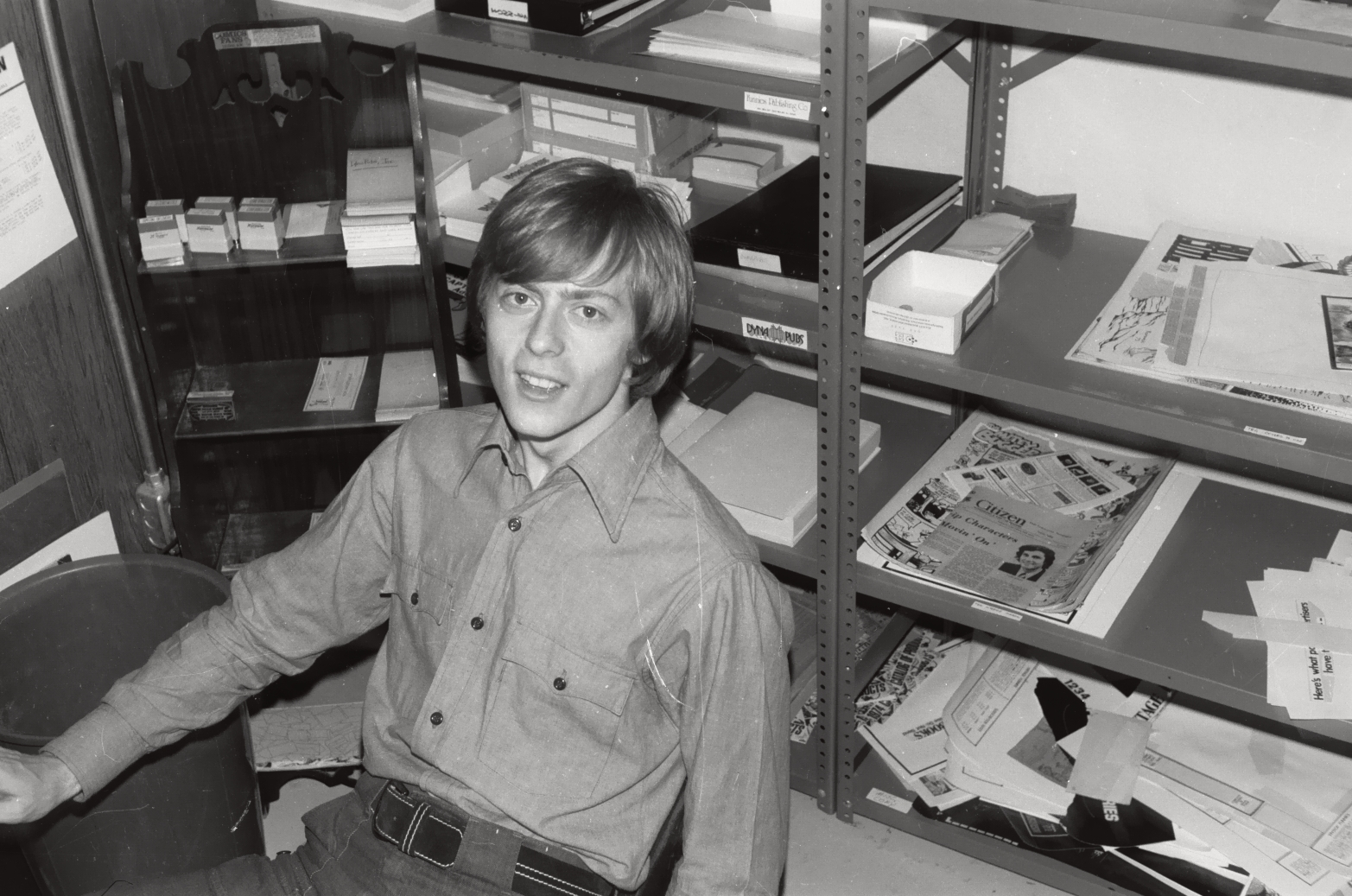
Alan Light en 1975

Le premier numéro du Comics Buyer's Guide paraît en février 1971 avec le titre The Buyer's Guide to Comics Fandom. C'est un journal au format tabloïd dont le rythme de parution est alors mensuel. Il devient bimensuel en août 1972. Parmi les contributeurs se trouvent Don et Maggie Thompson et Murray Bishoff. À partir de janvier 1973, un abonnement est proposé. En juillet 1975 (no 86) la revue devient hebdomadaire. En mars 1980 Cat Yronwode remplace Bishoff.
En 1983 The Buyer's Guide est racheté par Krause Publications. Don et Maggie Thompson sont engagés comme responsables éditoriaux. Le 11 février 1983, avec le numéro 482, le journal est renommé en Comics Buyer's Guide. En 1990, Peter David commence à tenir une rubrique récurrente intitulée But I Digress... et fin 1994 Mark Evanier rédige ses premiers P.O.V.. En juin 2004, la revue retourne à un rythme mensuel. En mars 2013, le Comics Buyer's Guide cesse d'être publié. Le dernier numéro est le 1699.